# التباطؤ
التباطؤ (بالإنجليزية: go-slow)‏ هو إحدى وسائل الإضراب عن العمل، حيث يقوم العمال بأداء مهامهم ولكن مع الحرص على تقليص الإنتاجية والكفاءة في أداء هذه المهام، يستخدم التباطؤ كمقدمة أو بديل للإضراب التام فهو يعد أقل ضررًا وتكلفة وخطورة على العمال ونقاباتهم.
يتعرض العمال المضربون تمامًا عن العمل عادة إلى خطر الاستبدال أو الحرمان من الرواتب لذا يعد التباطؤ وسيلة للضغط على الإدارة مع تجنب هذه المخاطر.
كما قد يلحق التباطؤ أحيانًا بتخريب متعمد من قبل العمال لزيادة التعطيل، ومع ذلك فإن العمال المشاركين في التباطؤ يعاقبون في العادة إما بالقانون أو بالفصل من العمل.

## أمثلة
قام العمال في مصنع فورد في داغنهام، المملكة المتحدة في السبعينيات باستخدام وسيلة التباطؤ بعدما قامت إدارة فورد بزيادة سرعة خط الإنتاج من 18 إلى 21 قدم في الدقيقة، وقد كانت هذه ثاني زيادة للسرعة مما أثار سخط العمال، وقد نجح العمال بالضغط على الإدارة حيث أعادت تقليل السرعة إلى 18 قدم في الدقيقة.
وفي شهر يوليو من عام 2011 استخدم المهندسون في خطوط كانتاس الجوية طريقة غير مسبوقة في التباطؤ، حيث قام المهندسون الذين يستخدمون يدهم اليمنى باستخدام يدهم اليسرى في تشغيل المعدات الأساسية.

## تباطؤ كتاب القوانين
تباطؤ كتاب القوانين هو شكل آخر من أشكال التباطؤ، والذي يرجع إلى (كتب القوانين) التي تنظم أفعال العمال لغايات الجودة والأمان عادة، ولكنها لا تطبق بحذافيرها على أرض الواقع ويتم التعامل معها بشكل فضفاض للحفاظ على الكفاءة في العمل.
لذلك قد تقوم النقابات التي تريد استخدام أسلوب التباطؤ باستغلال هذه الهفوة عن طريق حث العمال على العمل وفقًا للقوانين والالتزام الحرفي بها لأقصى حد مما يؤدي إلى خفض الإنتاجية بشكل كبير، كما أن هذه الطريقة تسمح للعمال بالادعاء بأنهم لا يقومون بأية مخالفات حيث أنهم يلتزمون بالقوانين التي وضعتها لهم الإدارة بالأساس.
على سبيل المثال، يجب على قطارات الأنفاق أن تبقي أبوابها مفتوحة لمدة معينة من الزمن عند كل محطة، ولكن الأبواب تغلق خلال مدة زمنية أقصر على أرض الواقع.
وعلى نحو مماثل فإن سائقي الحافلات في العادة يتلاعبون بقوانين السير بنفس القدر الذي يتلاعب به بقية السائقين كما تكون الحافلات مثقلة بالركاب، وفي العادة يتمكن السائق المتمرس من القيادة بأمان في الأحوال الجوية السيئة، ولكن عند استخدام وسيلة تباطؤ كتاب القوانين فإن السائق يقوم بالقيادة بسرعة أقل وبصورة حذرة مع حمولة ركاب أقل ويمكنه أيضاً رفض القيادة في الأحوال الجوية السيئة تمامًا.
ومن أحد أساليب التباطؤ المتعلقة بالعمل وفقًا للقوانين هي رفض العمال للقيام بأكثر من واجباتهم المطلوبة منهم.